# Multiwiktymizacja
Multiwiktymizacja – pojęcie wiktymologiczne oznaczające bycie ofiarą wielu form krzywdzenia bądź przemocy, w odróżnieniu od wielokrotnego doznawania jednej formy przemocy.
Według polskich badań najczęściej doznawane przez multiofiary formy przemocy to: przemoc fizyczna rówieśnicza (91%), przemoc psychiczna ze strony dorosłych (76%), a także przemoc fizyczna ze strony dorosłych (71%). W młodym wieku multiwiktymizacja dotyka nieco częściej chłopców niż dziewczynki. Według zarówno europejskich, jak i amerykańskich badań, istnieje kilka czynników, które w szczególności predestynują dziecko do zostania multiofiarą. Jest to: bycie chłopcem, starszym nastolatkiem, osobą niepełnosprawną lub mającą trudności edukacyjne, pochodzącą z biedniejszych rodzin lub posiadającą rodziców z dysfunkcjami fizycznymi, psychicznymi lub edukacyjnymi. W szczególności multiwiktymizacji doświadczają dzieci z rodzin biednych, z obecnymi problemami społecznymi i patologiami (np. alkoholizm, przemoc domowa), zamieszkujące w obszarach dotykanych przemocą (np. enklawach biedy), a także posiadające różnego rodzaju problemy emocjonalne.